# Loterie nationale (Belgique)
Pour les articles homonymes, voir Loterie nationale.
La Loterie nationale (en néerlandais : Nationale loterij ; en allemand : Nationallotterie) est le plus important organisateur de loterie en Belgique.

## Histoire
La Loterie coloniale a été créée en 1934 avec pour but de récolter des fonds pour les malades du Congo belge. Le 18 octobre 1934 a eu lieu le premier tirage. Plus tard d'autres objectifs ont été trouvés. La loterie s'appelle Loterie nationale depuis 1962.
Depuis le 4 février 1978, la Loterie nationale organise son très populaire jeu de loterie, le Lotto. Dans les années 1990 la Loterie nationale a connu un essor spectaculaire du nombre de jeux.
Elle est une société anonyme de droit public depuis le 19 avril 2002.

Ancien logo de la Loterie nationale

## L'offre des jeux actuel

### Jeux de tirage
- Lotto
- Joker
- Pick 3
- Keno
- Euro Millions
- Joker+
- VikingLotto[3]
- EuroDreams[4]

### Jeux de grattage
Actuels :
- 21
- Astro
- Bingo
- Bling Bling
- Cash
- Cash League
- Casino Club
- King of Cash
- Presto (existe en normal, XL, XXL et 30 pour leur 30e anniversaire)
- Quick Cash (existe en normal ou 50)
- Subito (existe en normal, XL et XXL)
- Voodoo Cash
- Win for Life (existe en normal, mini, deluxe et "The Ultimate Win for Life Experience")

Disparues :
- Baraka
- Colores
- Fun for Life
- Goal!
- Magic 7
- Max & Minou
- Monopoly
- Sound of Cash
- Super 13
- Subito 25 (Pour les 25 Ans)

Depuis peu, la Loterie nationale permet de jouer en ligne à quelques jeux instantanées, la plupart étant une version en ligne des jeux à gratter classiques !
Au 9 novembre 2012, les jeux suivants sont disponibles en ligne :
- 21
- 3,2,1 Lapin
- Astro
- Goal!
- La chasse aux trésors
- Les petits cochons
- Presto
- Quick Cash
- Subito
- Supersafe
- Win for Life

### Jeux en ligne
- Depuis le 18 janvier 2010, les jeux de tirage de la Loterie nationale sont disponibles en ligne, sur leur plateforme e-lotto.
- 19 novembre 2020:  la loterie nationale lance un nouveau jeu de tirage internationale : VikingLotto[3]

### Paris sportifs
Depuis le 15 janvier 2013, la Loterie nationale a lancé son propre service de paris sportifs intitulé Scooore uniquement disponible dans une partie des points de vente physiques de la Loterie nationale dont la carte des lieux pour jouer est disponible sur le site du jeu.
Ce sont des paris uniquement en 1x2 dont la quasi-totalité sont pour victoire ou match nul et une minorité en handicap et en under/over.
Un minimum de 3 matchs est requis pour une grille valable sauf pour les matchs en jaune auxquels on peut jouer seul.
Un ticket peut avoir une mise d'1 €, 2 €, 5 €, 10 €, 20 € et 50 €. Le pari multiple est apparu peu de temps après.

## Subventions

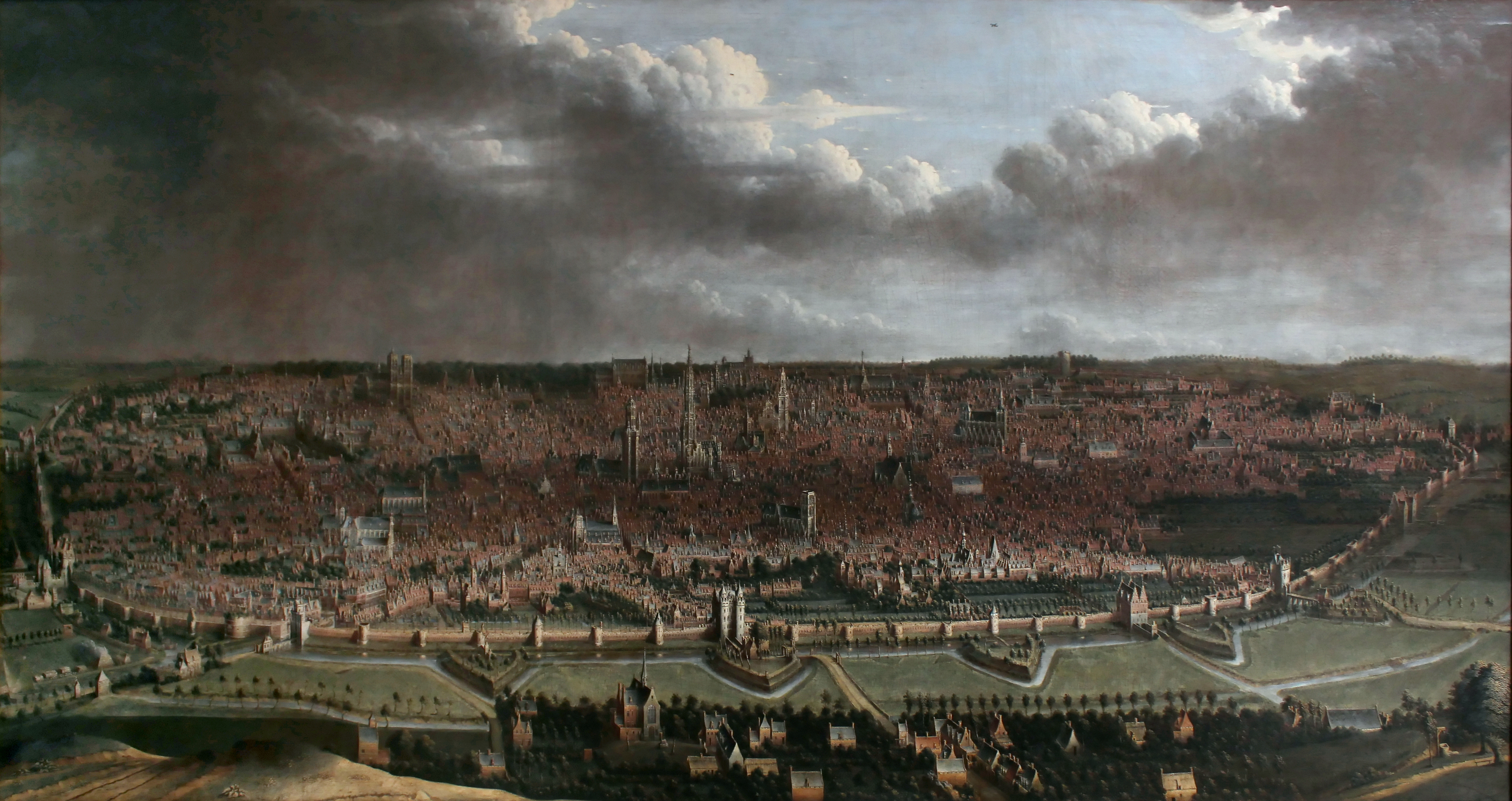
Vue de Bruxelles de Jean-Baptiste Bonnecroy, acquis par la Fondation Roi Baudouin avec l'aide de la Loterie nationale et donné en prêt à long terme aux musées royaux des beaux-arts de Belgique.

## Filiales
La Loterie nationale a deux filiales, à savoir le Lotto Sport Organisation SA et LNL Services SA.

## Sponsoringsportifs
- Standard de Liège (depuis 08/2010)
- Équipe cycliste Wallonie-Bruxelles (depuis 2011)
- Équipe cycliste Lotto Soudal Ladies (depuis 2010)
- Équipe cycliste Lotto (1985-2004)
- Équipe cycliste Omega Pharma-Lotto (2005-2011)
- Équipe cycliste Lotto-Soudal (depuis 2012)